# Beldanga
Beldanga é uma cidade e um município no distrito de Murshidabad, no estado indiano de Bengala Ocidental.

## Geografia
Beldanga está localizada a 23° 56′ N, 88° 15′ L. Tem uma altitude média de 20 metros (65 pés).

## Demografia
Segundo o censo de 2001, Beldanga tinha uma população de 25 361 habitantes. Os indivíduos do sexo masculino constituem 52% da população e os do sexo feminino 48%. Beldanga tem uma taxa de literacia de 67%, superior à média nacional de 59,5%; com 55% para o sexo masculino e 45% para o sexo feminino. 13% da população está abaixo dos 6 anos de idade.